# Munktorpssjön
Munktorpssjön är en sjö i Ånge kommun i Medelpad och ingår i Ljungans huvudavrinningsområde. Sjön är 2,3 meter djup, har en yta på 0,335 kvadratkilometer och befinner sig 380 meter över havet. Sjön avvattnas av vattendraget Lillån.

## Delavrinningsområde
Munktorpssjön ingår i det delavrinningsområde (691514-152580) som SMHI kallar för Utloppet av Munktorpssjön. Medelhöjden är 410 meter över havet och ytan är 2,51 kvadratkilometer. Räknas de 2 avrinningsområdena uppströms in blir den ackumulerade arean 4,96 kvadratkilometer. Lillån som avvattnar avrinningsområdet har biflödesordning 3, vilket innebär att vattnet flödar genom totalt 3 vattendrag innan det når havet efter 101 kilometer. Avrinningsområdet består mestadels av skog (66 procent). Avrinningsområdet har 0,49 kvadratkilometer vattenytor vilket ger det en sjöprocent på 19,4 procent.